# Mylius Sperschneider
Mylius Sperschneider ist der Name einer im 19. Jahrhundert in Thüringen gegründeten Puppen-Manufaktur mit Sitz in Sonneberg.

## Geschichte
Das Unternehmen wurde 1880 gegründet und produzierte bis um 1927 Kugelgelenk- und Stoffpuppen.
1921 ließ die Firma die Schutzmarke Marionette MSS eintragen.

## Archivalien
An Archivalien von und über Mylius Sperschneider finden sich beispielsweise
- eine von 1920 bis 1937 geführte „Registerakte der Firma Mylius Sperschneider aus Sonneberg“, Thüringisches Amtsgericht Sonneberg, Signatur 686